# کوسه: طوفان
کوسه: طوفان (انگلیسی: Shark: The Storm؛ کره‌ای: 샤크: 더 스톰) مجموعه تلویزیونی محصول کره جنوبی سال ۲۰۲۵ در ژانر اکشن دلهره‌آور و جنایی به نویسندگی مین جی و به کارگردانی کیم گون و با بازی کیم مین سوک و لی هیون ووک است. این مجموعه بر پایهٔ وب‌تون کوسه اثر وون و کیم وو سوب و دنباله‌ای برای فیلم کوسه: آغاز محصول سال ۲۰۲۱ پلتفرم تیوینگ است. این مجموعه در ۱۵ مه ۲۰۲۵ از تیوینگ منتشر شد.

## بازیگران

### اصلی
- کیم مین سوک در نقش چا وو سول[۱]
- لی هیون ووک در نقش هیون وو یونگ[۱]

### مکمل
- به میونگ جین در نقش لی وون جون[۲]
- لی جونگ هیون در نقش هان سونگ یونگ[۳]
- پارک جین در نقش جونگ سانگ هیوپ
- جونگ دا اون در نقش لی یون جین[۴]
- لی یو جون در نقش کانون[۵]

### حضور افتخاری
- وی ها جون در نقش جونگ دو هیون[۶]

## تولید و انتشار
این مجموعه اقتباسی است از وب‌تون کوسه اثر وون و کیم وو سوب است و دنباله‌ای بر فیلم اختصاصی پلتفرم تیوینگ، کوسه: آغاز (۲۰۲۱) به‌شمار می‌رود. کیم مین سوک، به میونگ جین و لی جونگ هیون نقش‌های خود را در این دنباله تکرار کرده‌اند و لی هیون ووک (که در فیلم حضور افتخاری داشت) و پارک جین نیز به گروه بازیگران پیوستند. تصویربرداری اصلی در ژوئیهٔ ۲۰۲۲ آغاز شد و قرار بود مجموعه در نیمهٔ نخست سال ۲۰۲۳ منتشر شود. در نوامبر ۲۰۲۴، تیوینگ فهرست محتوای اختصاصی خود برای سال ۲۰۲۵ را اعلام کرد که کوسه: طوفان نیز در میان آن‌ها بود. در آوریل ۲۰۲۵، تیوینگ تأیید کرد که هر شش قسمت این مجموعه در ۱۵ مه ۲۰۲۵ منتشر می‌شود.